# وادی صباح
وادی صباح (به عربی: وادي الصباح) یک شهرداری در الجزایر است که در استان عین تموشنت واقع شده‌است.
 وادی صباح ۲۲۲٫۲ کیلومتر مربع مساحت و ۱۰٬۹۰۵ نفر جمعیت دارد.